# La Chapelle-Launay
La Chapelle-Launay är en kommun i departementet Loire-Atlantique i regionen Pays de la Loire i nordvästra Frankrike. Kommunen ligger i kantonen Savenay som tillhör arrondissementet Saint-Nazaire. År 2022 hade La Chapelle-Launay 3 246 invånare.

## Befolkningsutveckling
Antalet invånare i kommunen La Chapelle-Launay
| Referens: INSEE |